# Station Bort-les-Orgues
Station Bort-Les-Orgues is een spoorwegstation in de Franse gemeente Bort-les-Orgues.